# Суслина, Инна Евгеньевна
И́нна Евге́ньевна Су́слина (род. 5 января 1979 года в Ташкенте, Узбекская ССР) — российская гандболистка, вратарь, трёхкратная чемпионка мира и серебряный призёр Олимпийских игр в составе сборной России, заслуженный мастер спорта России. За сборную России сыграла более 150 матчей.

## Игровая карьера
- 1997—1998 —  «Ростсельмаш» (Ростов-на-Дону)
- 1998—2001 —  «АГУ-Адыиф Майкоп» (Майкоп)
- 2001—2004 —  «Лада» (Тольятти)
- 2004—2008 —  «GOG» (Свеннборг)
- 2008—2010 —  «Звезда» (Звенигород)
- 2010—2012 —  «Ростов-Дон» (Ростов-на-Дону)
- 2012—2018[1][2] —  «Вардар» (Скопье)

## Достижения
- Трёхкратная чемпионка мира: 2001[3], 2007, 2009[4]
- Вице-чемпионка Олимпиады 2008 года
- Вице-чемпионка Европы 2006 года
- Бронзовый призёр чемпионата Европы 2008 года
- Лучший вратарь чемпионата мира 2009 года[5]
- Лучший вратарь чемпионата Европы 2006 года
- Лучший игрок финала чемпионата мира 2007 года
- 3-кратная чемпионка России (2002, 2003, 2004)
- Обладатель Кубка Кубков (2002)
- Обладатель Кубка России (2009, 2010, 2012)
- Обладатель Трофея Чемпионов (2008)
- 3-кратная чемпионка Македонии (2013, 2014, 2015)
- Обладательница кубка Македонии (2014, 2015)

## Награды и звания
- Заслуженный мастер спорта России
- Медаль ордена «За заслуги перед Отечеством» I степени (2 августа 2009) — за большой вклад в развитие физической культуры и спорта, высокие спортивные достижения на Играх XXIX Олимпиады 2008 года в Пекине[6]
- Медаль ордена «За заслуги перед Отечеством» II степени (22 февраля 2004) — за заслуги в развитии физической культуры и спорта[7]